# District des East Garo Hills
Le district des East Garo Hills est un district de l'état du Meghalaya, en Inde.

## Géographie
Au recensement de 2001, sa population compte 247 555 habitants.
Son chef-lieu est la ville de Williamnagar. 